# 41. Infanterie-Division (Wehrmacht)
La 41. Infanterie-Division fu una divisione dell'esercito tedesco attiva durante la seconda guerra mondiale, che venne creata nel gennaio 1945 dalla riorganizzazione della 41. Festungs-Division e fu schierata in Jugoslavia, dove fu fatta prigioniera nel maggio dello stesso anno.

## Storia

### 41. Festungs-Division
Fondata come 41. Festungs-Division a Bruck an der Mur nel dicembre 1943 ed era pronta per il servizio all'inizio del 1944, quando fu schierata nel Peloponneso con compiti di occupazione. Dopo l'evacuazione di Creta fu localizzata a Tebe e operò nella retroguardia del gruppo dell'esercito durante la ritirata tedesca da Corinto, venendo attaccata dai britannici in battaglie minori che ebbero luogo mentre la divisione si muoveva attraverso la Jugoslavia.

### 41. Infanterie-Division
La 41. Infanterie-Division fu costituita con la riorganizzazione della 41. Festungs-Division nel gennaio 1945 e fu utilizzata per la guerra di trincea intorno a Njemci e successivamente combatté tra Sava, Vrbanja e Vukovar. Dal 12 aprile 1945 la divisione si ritirò cercando di raggiungere il confine della Germania, combattendo contro i partigiani di Tito; si ritirò attraverso Vinkovce, Vrpolje, Nova Gradiska e Jasenovac e dopo aver abbandonato la posizione tra Dogoselo e Zagabria, fu fatta prigioniera dagli Jugoslavi vicino a Zabok.

## Ordine di battaglia

### 41. Festungs-Division[1]
- Festungs-Infanterie-Regiment 938
- Festungs-Infanterie-Regiment 965
- Festungs-Infanterie-Bataillon 1009
- Festungs-Infanterie-Bataillon 1012
- Heeres-Küsten-Artillerie-Regiment 919
- Heeres-Flakartillerie-Abteilung 309
- Divisionseinheiten 141

### 41. Infanterie-Division[2]
- Grenadier-Regiment 1230
- Grenadier-Regiment 1231
- Divisions-Füsilier-Bataillon 41
- Artillerie-Regiment 141
- Feldersatz-Bataillon 141
- Panzerjäger-Abteilung 141
- Divisions-Nachrichten-Abteilung 141
- Divisions-Nachschubführer 141

## Comandanti
- Generalleutnant Franz Krech (20 novembre 1943 - 27 aprile 1944)
- Generalleutnant Franz Benicke (27 aprile 1944 - 1º agosto 1944)
- Generalleutnant Wolfgang Hauser (1º agosto - maggio 1945)[1][2]